# Cartões T205

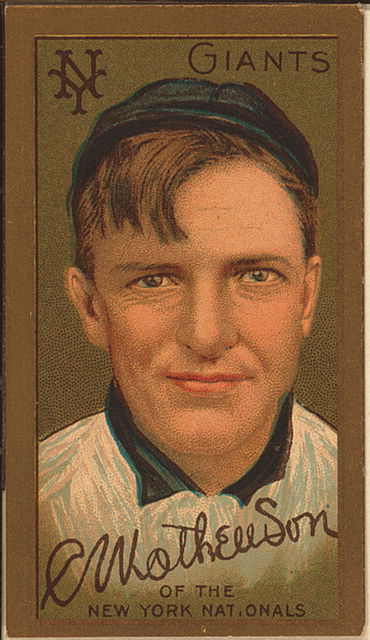
Cartão T205 de Christy Mathewson

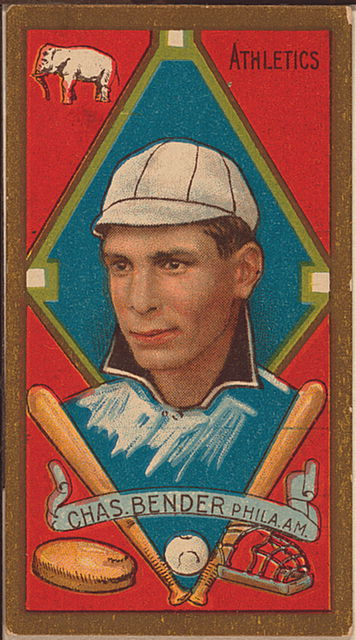
Cartão T205 de Chief Bender

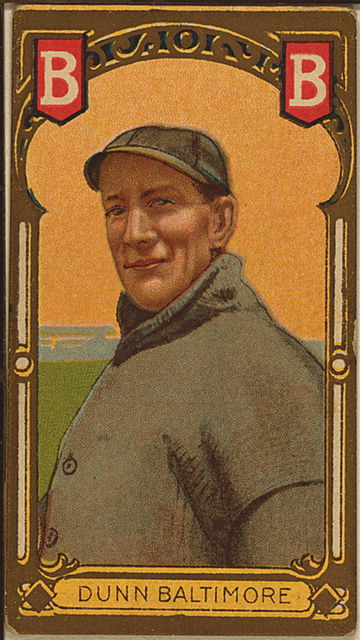
Cartão T205 de John Dunn

Os cromos ou cartões esportivos conhecidos como T205 foram impressos em 1911 em embalagens de  charutos e pacotes avulsos de cigarros de 11 diferentes marcas, pela American Tobacco Company ou Companhia Americana de Tabaco. É um marco na história dos tradicionais cromos de baseball, populares itens de colecionadores e fãs do esporte nos Estados Unidos.

## História
O nome de T205 refere-se a designação de catálogo preparada por Jefferson Burdick em seu livro The American Card Catalog ou "Catálogo de cartões americanos". Conhecido informalmente também como "Gold Borders" pelos suas características molduras douradas que contornavam as litografias dos cartões.
Os T205 impressos somaram 220 cromos, com muitas variações e tiragens curtas. Mostraram três diferentes ligas: a Americana, a Nacional e as Ligas Menores. Os da Liga Americana podem ser identificados pelo diamante ao redor do retrato do jogador ou do time. A Liga Nacional é identificada com um colorido simples ao fundo e com o fac-símile do autógrafo do jogador. As Liga Menores são 12 cartões impressos com mais detalhes nas bordas.
A série dos T205 foi um dos mais populares brindes dos cigarros antes da Primeira Guerra. Depois deles vieram os chamados T206. O grande número de variações, astros do esporte e colorido artístico representavam um enorme apelo aos colecionadores. 27 membros do Hall da Fama do Baseball foram retratados nos cromos (em ordem alfabética): Home Run Baker, Chief Bender, Roger Bresnahan, Mordecai Brown, Frank Chance, Fred Clarke, Ty Cobb, Eddie Collins, Hugh Duffy, Johnny Evers, Clark Griffith, Miller Huggins, Hughie Jennings, Walter Johnson, Addie Joss, Rube Marquard, Christy Mathewson, John McGraw, Tris Speaker, Joe Tinker, Bobby Wallace, Zack Wheat e Cy Young.

## Marcas de Cigarro que traziam os cartões T205
Foram 17 embalagens de 11 diferentes marcas de cigarros e charutos americanos. Alguns cromos sairam em diferentes embalagens, o que causou variação nos 220 retratos originais:
As 17 embalagens são:
- American Beauty Black
- American Beauty Green
- Broad Leaf Black
- Broad Leaf Green
- Cycle
- Drum
- Hassan Factory 30
- Hassan Factory 649
- Hindu
- Honest Long Cut
- Piedmont Factory 25
- Piedmont Factory 42
- Polar Bear
- Sovereign
- Sweet Caporal Factory 25 Black
- Sweet Caporal Factory 42 Black
- Sweet Caporal Red